# Dysspastus baldizzonei
Dysspastus baldizzonei är en fjärilsart som beskrevs av Lancelot A. Gozmany 1977. Dysspastus baldizzonei ingår i släktet Dysspastus och familjen Symmocidae. Inga underarter finns listade i Catalogue of Life.